# Меді Баала
Меді Баала  (фр. Mehdi Baala, 17 серпня 1978) — французький легкоатлет, олімпійський медаліст.

## Виступи на Олімпіадах
| Олімпіада   | Дисципліна         | Місце      |
| ----------- | ------------------ | ---------- |
| Сідней 2000 | біг на 1500 метрів | 4          |
| Афіни 2004  | біг на 1500 метрів | 13 h2 r1/3 |
| Пекін 2008  | біг на 1500 метрів | 3          |